# Abu Azaitar
Abu Azaitar (ur. 10 marca 1986 w Kolonii) – niemiecki zawodnik mieszanych sztuk walki (MMA) pochodzenia marokańskiego. Starszy brat Ottmana (ur. 1990), także zawodnika MMA. Były zawodnik takich federacji jak: KSW, Respect FC, WSOF oraz UFC. Mistrz organizacji German MMA Championship w wadze średniej z 2015 roku.

## Osiągnięcia

### Mieszane sztuki walki
- 2015: Mistrz German MMA Championship w wadze średniej[6]

## Lista walk w MMA
| Wynik      | Bilans     | Przeciwnik (bilans przed walką) | Rozstrzygnięcie                               | Runda | Czas | Rozgrywki                         | Data       | Miejsce             | Uwagi                                                                       |
| ---------- | ---------- | ------------------------------- | --------------------------------------------- | ----- | ---- | --------------------------------- | ---------- | ------------------- | --------------------------------------------------------------------------- |
| Przegrana  | 14-3-1 (1) | Sedriques Dumas (8-1)           | Decyzja (jednogłośna)                         | 3     | 5:00 | UFC 294                           | 21.10.2023 | Abu Zabi            |                                                                             |
| Przegrana  | 14-2-1 (1) | Marc-André Barriault (11-4)     | TKO (ciosy w parterze)                        | 3     | 4:56 | UFC 260                           | 27.03.2021 | Las Vegas           |                                                                             |
| Wygrana    | 14-1-1 (1) | Vitor Miranda (12-6)            | Decyzja (jednogłośna)                         | 3     | 5:00 | UFC Fight Night: Shogun vs. Smith | 22.07.2018 | Hamburg             | Debiut w UFC.                                                               |
| Wygrana    | 13-1-1 (1) | Michael Arrant (14-11)          | Decyzja (jednogłośna)                         | 3     | 5:00 | WSOF 33 - Branch vs. Magalhaes    | 07.10.2016 | Kansas City         |                                                                             |
| Wygrana    | 12-1-1 (1) | Danny Davis Jr. (11-10-1)       | Decyzja (jednogłośna)                         | 3     | 5:00 | WSOF 30 - Branch vs. Starks       | 02.04.2016 | Las Vegas           |                                                                             |
| Wygrana    | 11-1-1 (1) | Ibragim Tibiłow(12-5)           | TKO (ciosy pięściami)                         | 1     | 1:53 | ACB 27                            | 20.12.2015 | Duszanbe            | Debiut w ACB.                                                               |
| Wygrana    | 10-1-1 (1) | Rafał Lewoń (9-3)               | Decyzja (jednogłośna)                         | 5     | 5:00 | German MMA Championship 6         | 18.04.2015 | Castrop-Rauxel      | Zdobył pas mistrzowski German MMA Championship w wadze średniej.            |
| Remis      | 9-1-1 (1)  | Piotr Strus (9-3)               | Remis (większościowy)                         | 3     | 5:00 | KSW 27: Cage Time                 | 17.05.2014 | Gdańsk/Sopot        |                                                                             |
| Wygrana    | 9-1 (1)    | Jack Marshman (14-4)            | TKO (ciosy pięściami)                         | 1     | 0:34 | CWFC - Fight Night 10             | 28.03.2014 | Amman               |                                                                             |
| Wygrana    | 8-1 (1)    | Krzysztof Kułak (26-13-2)       | TKO (ciosy pięściami)                         | 1     | 2:20 | KSW 25: Khalidov vs. Sakurai 2    | 07.12.2013 | Wrocław             |                                                                             |
| Wygrana    | 7-1 (1)    | Marcin Naruszczka (12-2)        | TKO (ciosy pięściami)                         | 2     | 2:15 | German MMA Championship 4         | 06.07.2013 | Herne               |                                                                             |
| Wygrana    | 6-1 (1)    | Roman Kapranov (4-0)            | TKO (ciosy pięściami)                         | 1     | 4:30 | Kombat Komplett 8                 | 02.02.2013 | Baumholder          |                                                                             |
| Przegrana  | 5-1 (1)    | Marcin Naruszczka (10-1)        | TKO (rozcięcie)                               | 1     | 5:00 | Respect FC 8                      | 22.09.2012 | Wuppertal           | Eliminator do walki o pas mistrzowski Respect FC w wadze średniej (-84 kg). |
| Wygrana    | 5-0 (1)    | Martin Zawada (24-10-1)         | Decyzja (jednogłośna)                         | 3     | 5:00 | Respect FC 7                      | 21.04.2012 | Essen               |                                                                             |
| Wygrana    | 4-0 (1)    | Nils Wernersbach (1-0)          | TKO (ciosy pięściami)                         | 1     | 0:12 | SFC 8 - Tournament 2012 Part I    | 04.02.2012 | Düren               |                                                                             |
| Wygrana    | 3-0 (1)    | Andriej Embolajew (1-4)         | Decyzja (jednogłośna)                         | 2     | 5:00 | SFC 7 - M-1 Fighter Europe        | 26.11.2011 | Düren               |                                                                             |
| Wygrana    | 2-0 (1)    | Dimitri Dzhumburidze (0-1)      | TKO (ciosy pięściami)                         | 1     | 0:18 | SFC 6 - Germany vs. Georgia       | 17.09.2011 | Karlsruhe           |                                                                             |
| Wygrana    | 1-0 (1)    | Sadnin Katica (0-0)             | Poddanie (duszenie zza pleców)                | 1     | ?    | Mix Fight Gala Open Air           | 23.07.2011 | Frankfurt nad Menem |                                                                             |
| No contest | 0-0 (1)    | Volker Dietz (1-0)              | No contest (zmiana wyniku przez organizatora) | 1     | 1:15 | K1 Maximum                        | 27.06.2009 | Herne               |                                                                             |